# El Señor de los Anillos: Game One
Lord of the Rings: Game One (lanzado en América del Norte como The Fellowship of the Ring Software Adventure es un videojuego del tipo aventura conversacional lanzado en 1985 y basado en el libro The Fellowship of the Ring escrito por J. R. R. Tolkien. Fue la continuación del juego de 1982 The Hobbit, aunque no alcanzó el mismo nivel de críticas y éxito como su predecesor, y es considerado inferior por la comunidad de jugadores, con muchas quejas sobre la eliminación de los aspectos de vida real, y puzles que carecían de soluciones coherentes.

## Descripción
La trama se basa en el primer volumen de El señor de los anillos y se trata el viaje de Frodo desde Bolsón Cerrado a Rivendel y su posterior salida de allí a Mordor. El juego se divide en dos partes separadas que se puede acceder de forma independiente como archivos separados. La narrativa se emite en forma de textos de pantalla, se acompaña ilustraciones con gráficos simples. El modo de juego se establece que el jugador entra comandos a través del teclado. Estos son procesados por un analizador sintáctico y el resultado de acuerdo con la solución propuesta para la continuación de la narrativa.

## Recepción
Computer Gamer lo puntúa con 4 de 5, considerándolo a la vez como un digno sucesor de The Hobbit así como la mejor aventura hasta entonces de Melbourne House. Your Sinclair le da 5 sobre 5, y Computer & Video Games 8 de 10.